# Зореплавці
«Зореплавці» — науково-фантастична трилогія радянського письменника Георгія Мартинова. Складається з романів «220 днів на зорельоті» (перший опублікований твір письменника, первісна назва «Світ згаслого життя») (1955), «Сестра Землі» (1959) та «Спадок фаетонців» (1960). Повністю трилогію видало 1960 року видавництво «Лениздат».

Всі романи написано до початку ери пілотованих космічних польотів. У передмові до повного видання трилогії автор описує завдання книги так: показати, що невдовзі міжпланетні польоти з мрії перетворяться на дійсність і те, що зараз видається героїчним, перетвориться на буденну роботу науки. Він також зазначає: 
|  | Автор далекий від думки, що його твір може дати дійсну картину близьких космічних рейсів. Такої картини ніхто дати не може. Життя завжди відмінне від вигадки, багатше від неї й різноманітніше.Оригінальний текст (рос.) Автор далёк от мысли, что его произведение может дать действительную картину близких уже космических рейсов. Такую картину никто дать не может. Жизнь всегда отлична от вымысла, богаче его и разнообразнее |

З наведеної вище причини автор використовує незвичну нині термінологію: так «скафандр» він називає «пустолазним костюмом», а замість маловживаного в 1950-х роках слова «космонавт» вживає термін «зореплавець», який дав назву трилогії.

## Сюжет

### 220 днів на зорельоті
Радянський космічний корабель «СРСР-КС2» з екіпажем із чотирьох зореплавців — командира корабля Сергія Олександровича Камова, астрофізика Арсена Георгійовича Пайчадзе, астронома Костянтина Євгеновича Білопольського, журналіста, фотографа та кінооператора Бориса Миколайовича Мельникова — прямує в експедицію на Марс, оглянувши дорогою Венеру (без посадки на неї). Космонавти вдало прибувають до Марса і досліджують цю планету, її скупу флору та фауну.
Майже одночасно з ними на Марс вилітає інший космічний корабель, творець якого, американець Чарльз Гепгуд, прагнув будь-що випередити росіян. Однак він спізнюється на добу, а потім, через трагічний випадок, гине на Марсі. Радянські космонавти рятують його приятеля Ральфа Бейсона. Останній намагається захопити Камова та змусити його повернути американський корабель на Землю, але зазнає невдачі.
Перед відльотом з Марса Камов вирушає у розвідку, але повертається запізно: екіпаж, виконуючи даний Камовим перед від'їздом наказ, стартує в призначений час, залишивши командира на Марсі. Соратники вважають його загиблим, проте Камов зустрічає їх, коли вони повертаються на рідну планету. З'ясовується, що він зміг розібратися в керуванні кораблем Гепгуда і повернутися на Землю раніше за них.

### Сестра Землі
Через 8 років після подій, описаних у першій книзі, радянські дослідники (ввключно з усіма зореплавцями з першої книги, крім Камова) на космічному кораблі «СРСР-КС3» вирушають у експедицію на Венеру. В ході польоту вони досліджують астероїд Арсену, який відкрили в першій книзі, і виявляють на ньому сліди розумних істот. Приземлившись на Венері, вони вивчають планету: на ній виявляють високу, але прийнятну для землян температуру, бідну на кисень і отруйну для землян атмосферу, багатий морський і бідніший наземний світ живих істот.
Дослідники встановлюють контакт з венеріанами — розумними черепахоподібними створіннями, які ведуть досить примітивний земноводний спосіб життя. З'ясовується, що вони пам'ятають, як у минулому їм передали знання представники іншої цивілізації. Потім герої виявляють іншопланетний космічний корабель, а з послання, залишеного в кораблі, дізнаються, що він прилетів із п'ятої (згодом зруйнованої) планети Сонячної системи — Фаетона. Відклавши докладне дослідження іншопланетного корабля до наступної експедиції, зореплавці повертаються Землю.

### Спадок фаетонців
Під час написання останньої частини трилогії автор суттєво змінює кінцівку другого роману.
Двоє землян ще раз, докладніше, досліджують знайдений на Венері космічний корабель. Технікою фаетонців керують за допомогою думок, і один із героїв випадково дає кораблю команду на старт. Після кількох діб польоту, керувати яким землянам удається лише частково, їх наздоганяє «СРСР-КС3». Приймається рішення залишити частину екіпажу на зорельоті фаетонців для того, щоб посадити його на Землі, а для відпрацювання посадки вирішено спочатку спробувати сісти на Цереру. Під час підльоту до Церери енергетичні ресурси корабля закінчуються, і він падає на цю карликову планету. Через два тижні екіпаж, який зазнав лиха, рятує посланий їм на допомогу англійський космічний корабель «Принц Уельський».
Дотримуючись вказівок, залишених фаетонцями на астероїді Арсена, земляни знаходять приховане на Південному полюсі Землі сховище інформації. Записи фаетонців розповідають їм про долю планети Фаетон, розірвану припливними силами Юпітера. Виявляється, що жителі цієї планети встигли евакуюватися в іншу зоряну систему (передбачається, що це Вега, хоча відстань до неї — 48 світлових років — автор вказав неправильно). За допомогою встановленого в сховищі апарата земляни посилають фаетонцям сигнал, який означає, що вони готові до контакту.

### Сюжетні перетини з іншими творами
Трилогія сюжетно перетинається з іншим романом Мартинова — «Гість з безодні» (1961). Зокрема, в цьому романі описано подальші контакти людей із фаетонцями.

## Помилки у книзі
Наслідуючи канони жорсткої наукової фантастики, автор досить докладно описує в книзі технічні деталі космічного польоту. Однак при цьому йому не завжди вдається уникнути помилок та неточностей.
- Ілюстрація траєкторії польоту в першій книзі та численні описи у всіх трьох книгах зображають міжпланетний рух зорельотів як прямолінійний, а не орбітальний. Маневри описано подібними до маневрів кораблів і літаків — наприклад, зореліт, який залишив планету, розвертається по дузі (великого радіуса, «не знижуючи швидкості»), щоб повернутися.

- Під час наближення корабля, який вільно падає, до Венери герої починають відчувати силу тяжіння.[2] Насправді, згідно з принципом еквівалентності, тяжкість вони відчували б лише якби двигуни корабля працювали.
- Рух зорельота в гравітаційному полі астероїда схарактеризовано як незалежний внаслідок «величезної швидкості».[3] Правильно було б сказати, що зміна швидкості, викликана слабкою гравітацією, була малою, порівняно з самою швидкістю, і помітно не змінювала траєкторію, але називати рух незалежним неправильно.
- Мається на увазі, що велика швидкість космічного корабля в польоті зменшує можливість зіткнення з метеорним тілом (також хибно званим метеоритом).[4] Насправді, ймовірність зіткнення на одиницю часу прямо пропорційна швидкості відносно середньої швидкості метеорних тіл у просторі, який перетинають.
- На час дії другої книги, зорельоти не мають паливних обмежень внаслідок розвитку атомної енергетики.[5] Насправді, й за необмеженого запасу енергії для реактивних двигунів зореліт був би обмежений необхідно скінченним запасом робочого тіла, яке вони викидають.

## Публікації роману

### Російські видання
- Мартынов Г. 220 дней на звездолете: НФ повесть. — Л. : Детгиз, 1955. — 216 с. — 30000 прим. (Рис. В. Тамбі та Н. Петрової)
- Мартынов Г. Сестра Земли: НФ повесть // Мир приключений. Кн. 5. — Л. : Детгиз, 1959. — С. 119-281. (Рис. Л. Рубинштейна)
- Мартынов Г. Звездоплаватели: НФ роман в 3-х книгах. — Л. : Лениздат, 1960. — 692 с. — 90000 прим. (Рис. Л. Я. Рубинштейна)
- Мартынов Г. Звездоплаватели. — М. - Л. : АСТ - Terra Fantastica, 2002. — 632 с. — 8000 прим. — ISBN 5-17-012756-1, 5-7921-0520-0.

### Видання німецькою мовою
- Martynow, G. 220 Tage im Weltraumschiff // Terra Sonderband. — 1958. — Nr. 2.
- Martynow, G. 220 Tage im Weltraumschiff. — Berlin : Verlag Kultur und Fortschritt, 1958. — 265 с. Архівовано червень 18, 2013 на сайті Wayback Machine. (пер. Erich Ahrndt)
- Martynow, G. Das Erbe der Phaetonen. — Berlin : Verlag Kultur und Fortschritt, 1964, 1965, 1966, 1969. — 516 с. Архівовано червень 18, 2013 на сайті Wayback Machine. (пер. T. і G. Stein та D. Pommerenke)

### Видання японською мовою
- Мартинов Г. 220 днів на зорельоті. — Токіо : Коданся, 1957. — 260 с. (пер. Кімура Хіроші)
- Мартинов Г. 220 днів на зорельоті. — Токіо : Коданся, 1961. — 237 с. (пер. Катано Дзюн)
- Мартинов Г. 220 днів на зорельоті. — Токіо : Кайсейся, 1962. — 306 с. (пер. Нода Кай)
- Мартинов Г. Сестра Землі. — Токіо, 196?. — 194 с. (пер. Мікамі Йосітара)